# Bill Lancaster (aviateur)
Pour les articles homonymes, voir Lancaster et William Lancaster.
William Newton Bill Lancaster (14 février 1898 – 20 avril 1933) est un pionnier britannique de l'aviation, mort dans le Sahara lors d'une tentative de raid aérien vers l'Afrique du Sud.
La fin de sa vie est évoquée dans le roman Le Dernier Vol de Lancaster de Sylvain Estibal.

## Biographie
Né à Birmingham en Angleterre, William Newton Lancaster émigre en Australie avant la Première Guerre mondiale. En 1916 il rejoint l'armée australienne. Il revient en Angleterre et rejoint l'armée de l'air. Il se marie en 1919, et sert en Inde dans les années 1920. Il est promu officier pilote en 1921.
En 1927 il est muté dans la réserve de la RAF, et décide de se faire un nom, en volant de l'Angleterre jusqu'en Australie, sur un Avro Avian, accompagné par l'australienne  Jessie "Chubbie" Miller qui l'aide à financer son vol. C'était à l'époque un des plus longs vols sur un aussi petit appareil. Une foule importante l'a accueilli à son arrivée à Darwin. En 1932 il cherche du travail au Mexique. Suspecté d'avoir assassiné Harold Fraser, un journaliste américain, il finit par être acquitté.
Après le procès, il décide de tenter de battre le record d'Amy Johnson (quatre jours, six heures et cinquante-trois minutes) en reliant l'Angleterre à l'Afrique du Sud en solitaire. Il part le 11 avril 1933 à 5 h 35 du matin de l'aéroport de Lympne, et comme son avion est relativement lent, il doit faire des escales très courtes et dort très peu. Après avoir été privé de sommeil pendant 30 heures et en retard de 10 heures sur son horaire, il part de Reggane le soir du 12 avril 1933 pour une étape au-dessus du Sahara dans la région de Tanezrouft. Son moteur tombe en panne et il doit réaliser un atterrissage de fortune dans le désert, loin de la route prévue. Les recherches se font trop au sud et ne parviennent pas à le retrouver. Il meurt huit jours plus tard le 20 avril en laissant un message : « "So the beginning of the eighth day has dawned. It is still cool. I have no water. I am waiting patiently. Come soon please. Fever wracked me last night. Hope you get my full log. Bill" », ce qui est traduit en français dans le livre de Sylvain Estibal par « C'est le début du huitième jour. Il fait encore frais. Je n'ai pas d'eau. Pas de vent. J'attends patiemment. Venez vite, je vous en prie. La fièvre m'a dévasté la nuit dernière. Espère que le carnet vous parviendra dans sa totalité. Bill »,.
Son corps n'a été retrouvé que 29 ans plus tard par une patrouille de l'armée française le 12 février 1962, momifié à côté de l'épave de son avion.

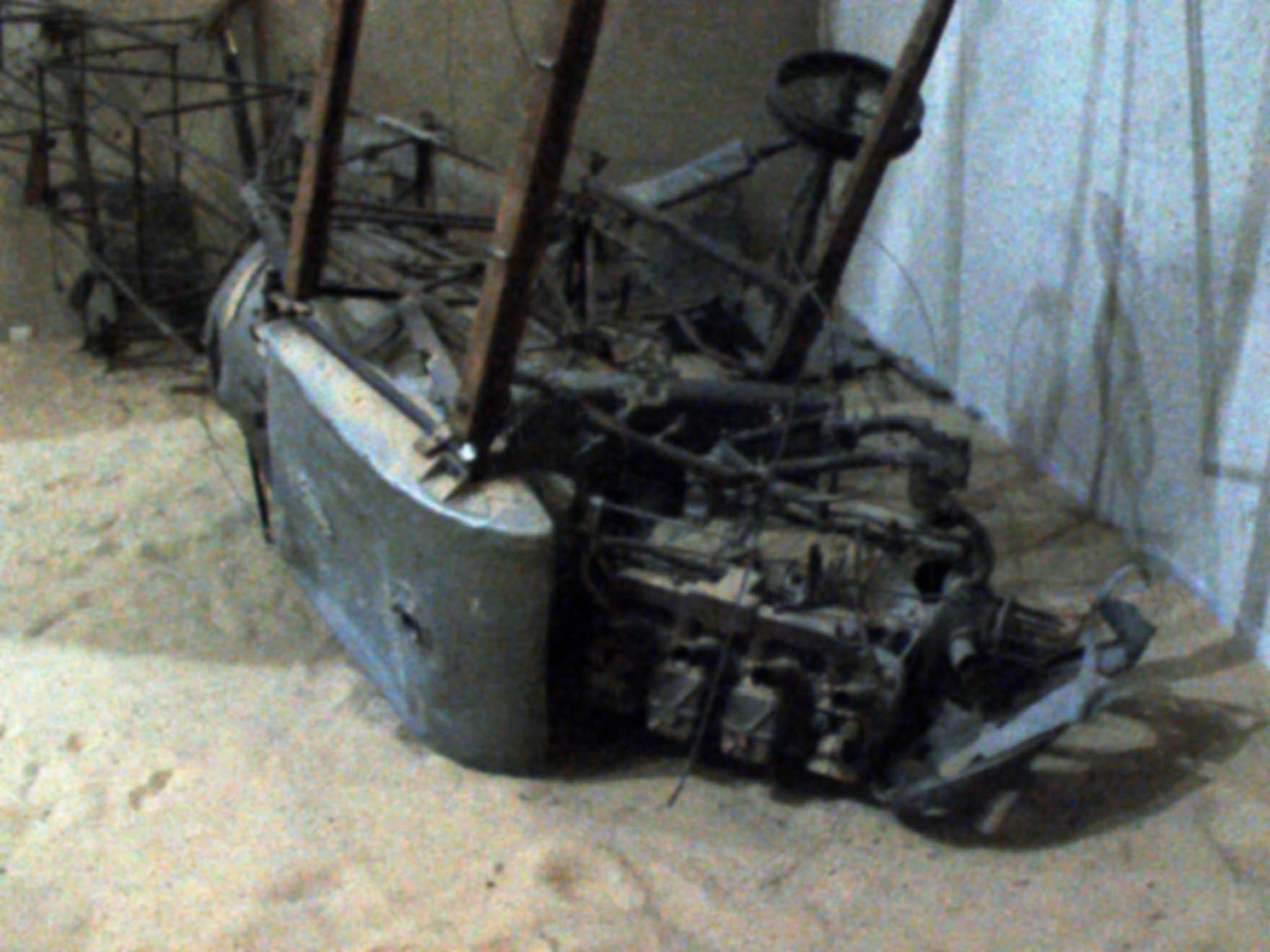
Épave de l'avion South Cross Minor exposée au Queensland Museum.

Vingt-neuf ans après sa disparition, sa fiancée Chubbie Miller reçoit son journal intime et autorise sa publication.